# Lucia Linari
Lucia Linari, coniugata Massari (Faenza, 31 luglio 1934 – Faenza, 2 novembre 2021), è stata una cestista italiana.

## Carriera
Ha giocato come ala nella squadra faentina dell'Omsa Faenza. Esordì nel 1948-49, quando la formazione romagnola affrontava il suo primo campionato in Promozione. Nel complesso giocò a Faenza per sette stagioni. Con Lucia Linari e Anna Maria Franchini (altra grande giocatrice, con la quale ha giocato anche in nazionale) l'Omsa Faenza arrivò in pochi anni ai vertici del basket nazionale femminile. Nel 1951-52 la formazione faentina disputò il suo primo Campionato di Serie A. Lucia Linari giocò quattro anni in Serie A. La migliore annata fu il 1954-55, quando l'Omsa si classificò seconda nella stagione regolare (all'epoca non si disputavano i play-off). Giocò anche nell'annata 1955-56, poi si sposò.
Con la nazionale italiana, ha disputato quattro incontri, prendendo parte ai Campionati europei 1954 a Belgrado.
Sposata con Giovanni Massari nel 1956, condivise col marito la passione per la pallacanestro. Massari fu infatti presidente del Club Atletico negli anni 1970 e rivestì cariche nella Federazione pallacanestro e nel CONI a livello provinciale.